# Desafío de traineras Donostia - Ondarroa (1890)
El desafío de traineras Donostia - Ondarroa, fue una regata de traineras celebrada el 2 de diciembre de 1890, tras un desafío entre las dos poblaciones. Fue una regata de honda repercusión, y ha sido calificada como "el desafío más importante jamás disputado en el Cantábrico".

## Precedentes
En 1890, el Club Náutico de Bilbao obsequió a los ondarreses una bandera con el lema  "Invencibles del Cantábrico", tras la victoria de Ondarroa en las regatas de Bilbao. Los donostiarras se quejaron, argumentando que para merecer tal título Ondarroa debería vencer a la embarcación donostiarra; no en vano, recordaban, había vencido Donostia en la Bandera de la Concha de aquel año y en el desafío de Pasajes de 1888. Los donostiarras lanzaron un desafío a Ondarroa. Se le encargó a Luis Karril la labor de formar y patronear la tripulación donostiarra, y Ambrosio Bedialauneta se hizo cargo de la de Ondarroa. Acordaron una regata de 10 millas, comenzando en Lequeitio y finalizando en Guetaria.
Hubo una gran expectación y se apostaron ingentes cantidades de dinero y objetos. Oficialmente, las dos partes apostaron 25.000 pesetas, pero las cantidades y enseres jugados por los particulares se han calculado en 250.000 pesetas.

## La regata
Se celebró el 2 de diciembre de 1890. Partieron las dos embarcaciones de Lequeitio a las 12:16, y en los primeros minutos navegaron a la par. Sin embargo, a la altura de Saturraran, los donostiarras empezaron a tomar la delantera. En Motrico se encendió una fogata, a modo de señal de que Donostia iba por delante. La noticia llegó por telégrafo rápidamente a los diversos pueblos. Las dos tripulaciones llegaron destrozadas, con las manos y las tostas ensangrentadas. Los donostiarras sacaron una ventaja de 1 minuto y 28 segundos.
A consecuencia de la derrota, el patrón Bedialauneta no volvió a Ondarroa, estableciéndose en Castro Urdiales. En Ondárroa hubo muchas pérdidas y ruina por lo perdido en las apuestas.

## Tripulación vencedora
Siete remeros eran de la cuadrilla de pesca habitual de Luis Karril, y los demás fueron elegidos de las cuadrillas de otros patrones donostiarras. He aquí los vencedores: Pantaleon Isasa (hankeko), Tomas Agote, Isidro Ibarzabal, Martin Erkizia, Pedro Galdos, Joxe Mari Taberna, Joxe Beobide, Angel Etxezarreta, Roman Etxenike, Anselmo Idiakez, Joakin Landa, Inazio Olaizola y Pepe Sánchez (proel).